# ريتشارد آي. نيل
ريتشارد آي. نيل (بالإنجليزية: Richard I. Neal)‏ هو ضابط أمريكي، ولد في 20 يونيو 1942 في هول في الولايات المتحدة.